# スタディボックス
スタディボックスは、福武書店（現・ベネッセコーポレーション）から発売された電子学習材である。

## 概要
1984年7月20日に任天堂と「オーディオビジュアルエデュケイションシステム」（AVES）の開発に関して合意・業務提携をし、1986年4月に家庭用ゲーム機のファミリーコンピュータ（以下ファミコン）の周辺機器として発売された。
通常のゲームショップでは販売されず、福武書店が運営している進研ゼミ小学講座のテキスト「チャレンジ」にある申し込み用紙で会員登録する必要があった。機器レンタル料は初年度15,000円、次年度10,000円、教材テープは月額3,500円。初代型は退会時に本体を返却する必要があったが、後期のモデルは本体買取となった。

### 教材内容
教材内容は物語形式であり、ゲーム風である。各月ごとに別のキャラクターがいて、様々な話をしながら勉強を進めていく。プレイヤーは画面を見ながら専用テキストを使い進めていくのだが、選択肢やクイズ、計算等に正解しないと先へ進めないようにもなっている。途中のゲームはクリアしなくても先へ進めるのが基本だが、稀にクリアしないとそこで終了（ゲームオーバー）するゲームがある。
章の最後には「まとめよう」という、章のまとめが表示され、勉強内容の確認等にも活用できた。
全ての内容が終わり、ひと月分の勉強が終わった後には、章末におまけとして、ゲームが付いていることも多く、特に算数のおまけでは、二人対戦ができるパズルゲームのような物まであった。
なお、専用教材テープのタイトルは多く、全ての時期を含め100タイトル以上はあるとみられる。
また、イングリッシュコースでは1993年頃からテキストとゲームや音声データが入ったカセットテープに添削問題集が追加され、章末に「添削問題専用リスニングゲーム」があり、ゲームをしながら添削専用答案用紙に答えを記入してからイングリッシュチャレンジへ郵送するシステムとなっていて、答案返却時にイングリッシュチャレンジの努力賞シール（努力賞シールは小学講座・中学講座共通）とセットで送付される。

### 使用方法
本機内に専用テープを入れ、ディスクシステムと同じようにファミコン本体に差し込んで使用する。操作は全てファミコンのコントローラを使う。
セーブはできないものの、起動画面で始めたいページを章単位で選べるため、途中で止めても続きから開始することができる。但し、カセットテープの早回しによる頭出しに多少時間がかかる。
電源は本機とファミコン本体にそれぞれに必要。本機用のACアダプタはファミコン用のものと同等。本機の電源ランプは、本機への通電ではなくファミコン本体側に連動している。

### 主なキャラクター
ベネッセコーポレーションの他の教材と同様、本機の講座用にもオリジナルキャラクターが登場した。彼らは本機の利点を生かし生の音声を聞かせてくれた。
- サイエンスコース
  - ガウス君
  - オーム君

（先生役）
  - ホッタロー（理科）
  - タンバリン（算数）
  - のりドン（特集）
  - 森安教授

- イングリッシュコース
  - ジョニー

（先生役）
  - 小池先生
  - 長田先生

- 開講当初は、進研ゼミ小学講座と同じブコマッチであった。
  - ポコ（国語）
  - カニまる（算数）
  - ライきち（理科）
  - ブッチ（社会）

### 特別付録
各講座には、特別付録がついてきた月もあり、例えばイングリッシュコースでは「リトルメアリーのかみかざり」。小3のサイエンスコースでは「トロプスワールド金色のどんぐり」「N57星を探ろう！」といったタイトルのテープが送られてきていた。特に金色のどんぐりは、ファミコンならではのアクションゲームとなっていて、学習教材であることを感じさせない出来であった。
また、1986年夏には様々な教科の問題をモチーフにしたゲームやパズルをクリアしていく「学習アドベンチャー宝島」が1987年夏にはアドベンチャーゲーム（前作と異なり教科の知識は必要なく、ほぼ純粋なアドベンチャーゲームになっている）「カルバカルバの伝説」が付録として付いていた。

## ハードウェア
初代型モデル（MODEL1000）は、ファミリーコンピュータ ディスクシステム（以下ディスクシステム）と構成が似ており、カセットテープを再生するドライブ本体とファミコンのカセット差込口に差し込むカセットアダプターから成り、コードで繋がっている。カセットドライブ本体の天面には突起があり、ファミコン底部の溝にかみ合いファミコン本体をドライブの上に乗せられるようになっている。後継機ではカセットテープ再生機の底部にファミコン用ROMカートリッジのコネクタがくっついた構造である。
本機を用いた講座には小学3年生～5年生向けのサイエンスコース（テキスト名:ニュートンランド）と小学4年生～6年生向けのイングリッシュコース（テキスト名:エンジョイイングリッシュ）があり、サイエンスコースでは算数と理科が、イングリッシュコースでは英語が提供された。なお開始当初（1986年時点）は、国語と算数、理科及び社会の4教科（テキスト名:ハイチャレンジ）の講座提供であった。
一部型番のツインファミコンでは正常に動作しない。
本機は全部で三世代存在しており、第三世代は1991年から1994年にかけて販売されていた。
- スタディボックス本体（SBX-01）
消費電流:5V系50mA　10V系 100mA

- スタディボックス専用ACアダプタ（SBX-02）
入力:AC100V  18VA 50/60Hz
出力:DC10V   850mA

## ソフトウェア
ソフトウェアはプログラムや音声データが入ったカセットテープで、専用のテキストと共に毎月送られてきた。このカセットには右チャンネルにプログラム、左チャンネルに音声が録音されていて、テレビには左チャンネルの音声のみ出力される。音楽用テープと同じ要領で再生されることで、ファミコンで生の音声を用いた学習が行えた。